# Fais-moi plaisir!
Fais-moi plaisir! es una comedia romántica francesa de 2009, dirigida por Emmanuel Mouret, que también se estrenó con el título en inglés Please, Please Me! . Está protagonizada por el propio Mouret, junto a Judith Godrèche, Frédérique Bel, Déborah François y Jacques Weber.

## Argumento
Ariane está molesta con Jean-Jacques. Ambos viven en pareja, pero esa mañana Jean-Jacques habla por teléfono con una mujer. Cuando termina, ella pregunta con quién habla y él le cuenta una historia. Un viejo amigo le contó una vez una forma infalible de despertar el interés de una mujer: escribe una nota sincera pidiéndole que se reúna contigo a solas en cinco minutos. Cuando Jean-Jacques lo probó en un tren, funcionó. Otro día lo probó en un bar con Élisabeth, la que acababa de llamarlo. 
Ariane se propone conocer la verdad del asunto, aunque descubra que su pareja se acuesta con otras mujeres. Entonces acepta ir a una fiesta esa noche en el apartamento palaciego de Élisabeth. Antes de que comience lo lleva a ver a su padre, nada más y nada menos que el presidente de la República. Jean-Jacques no conoce a nadie en la fiesta y cuando termina, Élisabeth lo lleva a su habitación, donde se desmaya. Luego aparece el prometido de Élisabeth, y la simpática doncella, Aneth, saca a Jean-Jacques a escondidas. Ella lo lleva de regreso a su apartamento para coserle los pantalones, que se habían dañado, y una noche romántica está a punto de comenzar cuando su compañero de piso se despierta. Sacado de contrabando, Jean-Jacques es arrestado en la calle y solo es liberado cuando Élisabeth confirma su historia.
De camino a casa, ve a Ariane. Dice que fue a un bar con una amiga y le pasaron una nota. Bastante llena de mojitos, salió a encontrarse con el hombre y lo reprendió por su estratagema misógina barata. Él se lo tomó muy bien, le invitó a algunos tragos más y regresaron a su departamento. Cuando Jean-Jacques pregunta qué hicieron, Ariane simplemente responde: “Lo mismo que tú”.

## Elenco
- Emmanuel Mouret como Jean-Jacques
- Judith Godrèche como Élisabeth
- Frédérique Bel como Ariane
- Déborah François como Aneth
- Jacques Weber como presidente de Francia
- Frédéric Epaud
- Dany Brillant como Rodolfo